# 7738 Heyman
7738 Heyman (1981 WS1) là một tiểu hành tinh vành đai chính.